# 가미사이고촌 (후쿠오카현)
가미사이고촌(上西郷村)은 일본 후쿠오카현 무나카타군에 설치되었던 촌이다. 현재의 후쿠쓰시의 일부에 해당한다.